# Striga

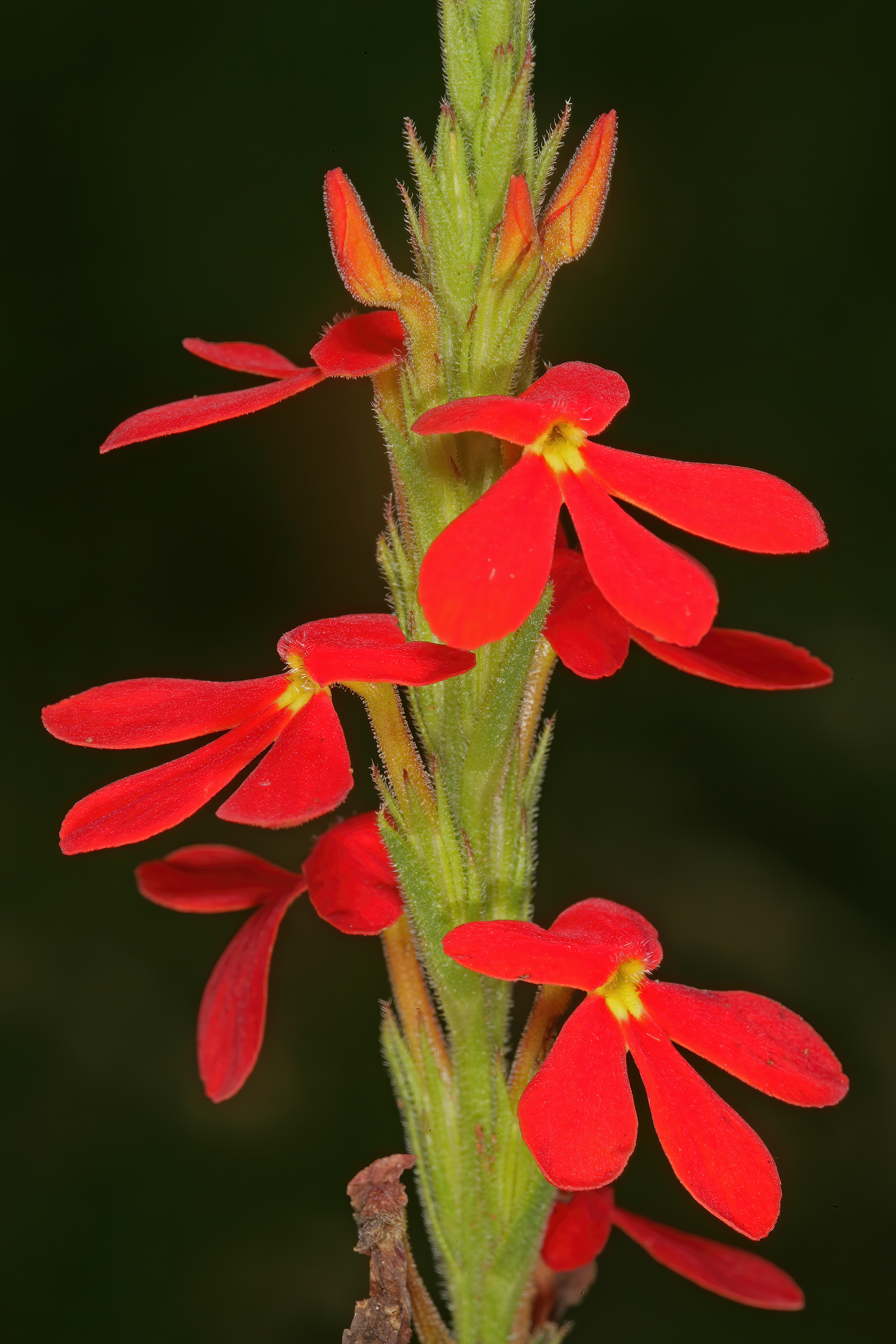
Striga elegans

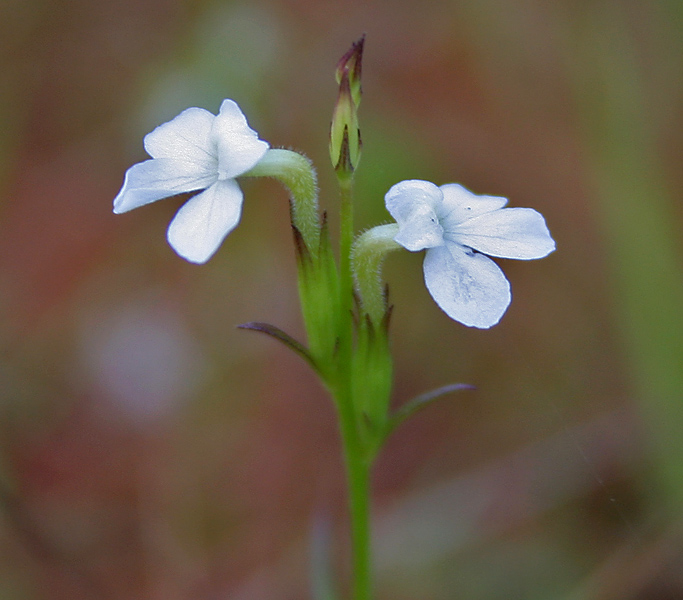
Striga densiflora

Striga – rodzaj roślin należący do rodziny zarazowatych (dawniej zwykle zaliczany do trędownikowatych). Obejmuje ponad 50 gatunków roślin zielnych występujących w Afryce, tropikalnej i subtropikalnej Azji oraz w Australii i na wyspach Oceanii.

## Morfologia

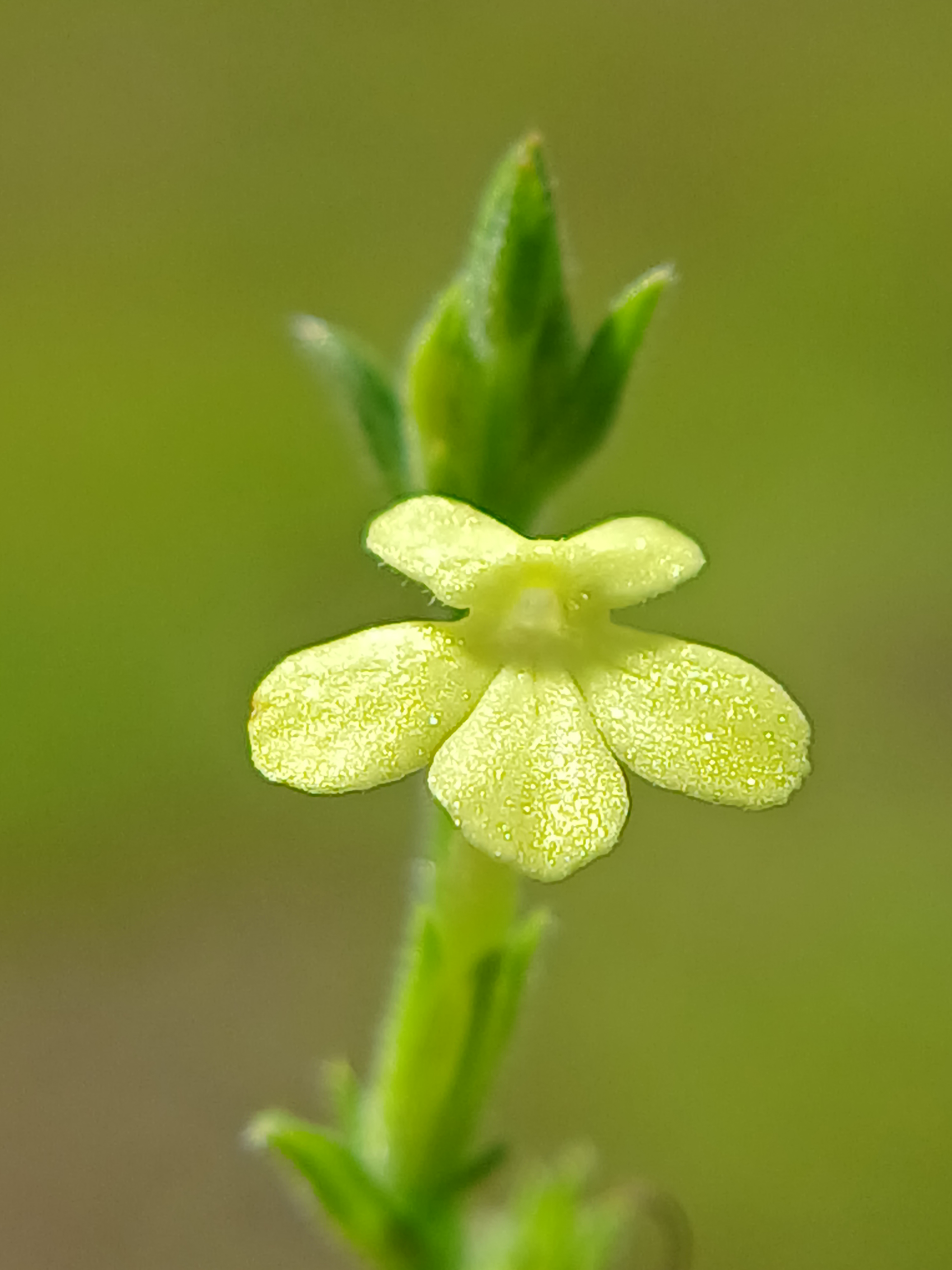
Striga asiatica

PokrójRośliny zielne, półpasożytnicze.
LiścieNaprzeciwległe w dolnej części pędu, skrętoległe w górnej, wąskie i czasem bardzo zredukowane, wówczas łuskowate.
KwiatyWyrastają pojedynczo w kątach liści lub w kłosowatych kwiatostanach na szczycie pędu. Kielich rurkowaty, pięciokrotny. Korona z rurką zgiętą i asymetryczną koroną – z okazałą, trójłatkową wargą dolną i niepozorną, całobrzegą lub dwułatkową wargą górną. Pręciki 4.
OwoceTorebki zawierające liczne, owalne nasiona.

## Systematyka
Pozycja systematyczna
Rodzaj zaliczany w nowszych ujęciach systematycznych do rodziny zarazowatych (np. według APweb prezentującej aktualizowany system APG IV z 2016), czasem, zwłaszcza w starszych źródłach klasyfikowany do trędownikowatych.
Wykaz gatunków
- Striga aequinoctialis A.Chev. ex Hutch. & Dalziel
- Striga alba Pennell
- Striga angolensis K.I.Mohamed & Musselman
- Striga angustifolia (D.Don) C.J.Saldanha
- Striga asiatica (L.) Kuntze
- Striga aspera (Willd.) Benth.
- Striga barthlottii Eb.Fisch., Lobin & Mutke
- Striga baumannii Engl.
- Striga bilabiata (Thunb.) Kuntze
- Striga brachycalyx Skan
- Striga chrysantha A.Raynal
- Striga crispata Sheng Z.Yang, Zi X.Chen, Chien F.Chen & P.H.Chen
- Striga curviflora (R.Br.) Benth.
- Striga dalzielii Hutch.
- Striga densiflora (Benth.) Benth.
- Striga dewevrei De Wild. & T.Durand
- Striga diversifolia Pires de Lima
- Striga elegans Benth.
- Striga ellenbergeri A.Raynal
- Striga flava Miq.
- Striga forbesii Benth.
- Striga fulgens (Engl.) Hepper
- Striga gastonii A.Raynal
- Striga gesnerioides (Willd.) Vatke
- Striga glumacea A.Raynal
- Striga gracillima Melch.
- Striga hallaei A.Raynal
- Striga hermonthica (Delile) Benth.
- Striga indica K.M.P.Kumar, P.Jayanthi, A.Rajendran & M.Sabu
- Striga junodii Schinz
- Striga kamalii Omalsree, K.M.P.Kumar, M.Sabu & Sunojk.
- Striga klingii (Engl.) Skan
- Striga latericea Vatke
- Striga lepidagathidis A.Raynal
- Striga linearifolia (Schumach. & Thonn.) Hepper
- Striga lutea Lour.
- Striga macrantha (Benth.) Benth.
- Striga magnibracteata Eb.Fisch. & I.Darbysh.
- Striga masuria (Buch.-Ham. ex Benth.) Benth.
- Striga micrantha A.Rich.
- Striga multiflora Benth.
- Striga musselmanii Omalsree & V.K.Sreenivas
- Striga parviflora (R.Br.) Benth.
- Striga passargei Engl.
- Striga pinnatifida Getachew
- Striga primuloides A.Chev.
- Striga pubiflora Klotzsch
- Striga schlechteri Pennell
- Striga spanogheana Miq.
- Striga squamigera W.R.Barker
- Striga strigosa R.D.Good
- Striga sulphurea Dalzell
- Striga yemenica Musselman & Hepper

## Odżywianie
Rośliny należące do rodzaju Striga określane są jako obligatoryjne półpasożyty korzeniowe, jednak siewki w pierwszym okresie wzrostu są pozbawione chlorofilu i całkowicie uzależnione od dostępu węgla organicznego pochodzącego od żywiciela. Dzięki zjawisku dyskryminacji izotopów węgla przez enzymy Rubisco i PEPC możliwe było ustalenie w jakim stopniu rośliny pasożytnicze korzystają ze związków organicznych organizmu żywicielskiego. Około 28% i 35% węgla w dojrzałych liściach odpowiednio S. hermonthica i S. asiatica pochodziło z roślin żywicielskich o fotosyntezie C4. Na różnym etapie rozwoju od żywiciela pochodzi od 20% do 85% węgla wchodzącego w skład organizmu pasożytniczego, przeprowadzającego fotosyntezę C3.